# Musikindustrie
Als Musikindustrie wird ein Wirtschaftszweig bezeichnet, der Musik produziert, bewirbt und auf Tonträgern vertreibt. Die Musikindustrie wird auch als Musikwirtschaft, Musikbranche oder Musikbusiness bezeichnet.

## Geschichte
Die geschichtliche und wirtschaftliche Entwicklung der weltweiten Tonträgerindustrie ist von Erfindungen und technischen Neuerungen in diesem Sektor geprägt. Maßgebliche Pioniere in der ersten Phase der Musikindustrie waren der Universalerfinder Thomas Alva Edison und der deutschstämmige Emil Berliner. Mit der Patentanmeldung am 24. Dezember 1877 von Edisons „Phonographen“ wurde die Grundlage für die Tonträgerindustrie geschaffen. Am 18. Juli 1877 gelang Edison die erste wieder hörbare Tonaufzeichnung einer menschlichen Stimme. Die ersten Schallplatten entwickelte Emil Berliner am 25. Oktober 1887 aus wachsbeschichtetem Zink. Am 8. November 1887 meldete Berliner sein Grammophon unter der Patentschrift 45048 in Berlin an und stellte am 16. Mai 1888 erstmals Grammophon und Schallplatte der Öffentlichkeit in Philadelphia vor.
Die Pariser Weltausstellung 1889 war der eigentliche Beginn der internationalen Musikindustrie. Ab Juli 1890 wurden durch die am 19. Mai gegründete Fabrik Grammophon-Spielwaren-Fabrik Kämmer, Reinhardt & Co im thüringischen Waltershausen die ersten industriellen Grammophone hergestellt. Im selben Jahr begannen industrielle Musikaufnahmen, die in den 1889 erfundenen Jukeboxen abgespielt werden. An der amerikanischen Berliner Gramophone Company hielt der Namensgeber nur einige Anteile. Einige Quellen behaupten, dass bis zum Herbst 1894 etwa 25.000 Schallplatten und 1.000 Abspielgeräte die Fabrik verlassen haben sollen, 1898 waren es bereits über 700.000 Stück. Am 6. November 1898 gründeten Emil und sein Bruder Joseph Berliner in Hannover die Deutsche Grammophon GmbH. Hier begann auch die Massenproduktion der Schellack-Schallplatte. Am 16. Juli 1900 wurde das Warenzeichen „Nipper“, der Mischlingshund vor dem Grammophon, registriert. Im Jahr 1900 verlegte die Deutsche Grammophon den Sitz der Verwaltung nach Berlin und wurde in eine Aktiengesellschaft umgewandelt, Schallplatten wurden weiter in Hannover hergestellt.
Als der berühmte italienische Tenor Enrico Caruso 1902 die ersten Schallplattenaufnahmen machte, wurde die Musik von Tonträgern salonfähig und begann ihren Siegeszug rund um die Welt. Bald reichten die Kapazitäten in Hannover nicht mehr aus, um alle Aufträge zu erfüllen. 1904 wurde die Produktion deshalb an einen größeren Standort verlegt. Der ungarisch-amerikanische Physiker Peter Carl Goldmark erfand am 21. Juni 1948 die Vinyl-Schallplatte. Das neue Material, Polyvinylchlorid (PVC), ermöglicht deutlich schmalere Rillen und dadurch eine bessere Qualität und Haltbarkeit der Tonaufzeichnung. Außerdem ist PVC billiger als Schellack und nicht so empfindlich. Als letzte Firma stellte EMI 1958 die Produktion von Schellackplatten ein. Der Erfolg der Schallplatte ermunterte andere Unternehmer, Platten und Abspielgeräte zu produzieren. In Europa wurden Hannover, Berlin, London, Paris und Wien zu Zentren der neuen Industrie. Gastwirte und Cafébetreiber unterhielten die Besucher mit Schallplattenmusik. Die Platte wurde auch in Asien, Lateinamerika und der Karibik zum Massenprodukt.

## Tonträger
Die erste Tonträgeraufnahme im heutigen Sinne datierte wohl zurück auf den 9. April 1860, als ein Sänger das französische Volkslied Au clair de la lune für 10 Sekunden auf einem sogenannten Phonoautographen verewigte; dessen Erfinder ist Édouard-Léon Scott de Martinville. Es gelang damals keine Wiedergabe, sodass eine wesentliche Tonträger-Eigenschaft noch fehlte. Das gelang dann Edison 1877, als er sein berühmtes, gesprochenes Mary Had A Little Lamb, das lange Zeit als erste Tonträgeraufnahme galt, auf Zinnfolie brachte.

Edison Amberol – Flanagan’s Married Life, Juni 1907: Wachszylinder

Joseph Natus – My Lonesome Little Louisiana Lady, 27. November 1901: Schellackschallplatte

Die National Phonograph Company als Vorläufer der Edison Records gilt als erstes Plattenlabel, das 1888 mit der massenhaften Produktion von Zylindern begann. Die mit einer maximalen Spieldauer von 2 Minuten konstruierte Wachszylinder-Walze war der erste Tonträger der Musikindustrie. Die Columbia Phonograph Co. ist seit 1881 erster kommerzieller Tonträgerproduzent bespielter Walzen; ihr Katalog umfasst 1893 insgesamt 32 Seiten. Columbia Phonograph Company stellte ab 1890 Wachszylinder her, Edison kaufte die Firma auf. Berliners Gramophone Co. fusionierte 1900 mit der Victor Company, die sich dann später zu RCA Victor entwickelte. Ab 1894 beherrschen Graphophone und Columbia den amerikanischen Zylinder-Markt. Berliner gründete schließlich im August 1898 The Gramophone Company in London.
1889 beginnt Berliner mit der Herstellung flacher Schallplatten. Ende 1894 stellt er die erste 7-Inch (17,8 cm)-Flachschallplatte aus Hartgummi vor. Erste einseitig bespielte Schellack-Flachschallplatten (7 inch) kommen 1897 mit einer Spieldauer von 3 Minuten auf den Markt. Diese Spieldauer wird im Jahre 1902 durch die erste 10-Inch (25 cm)-Schallplatte um 30 Sekunden überboten. Ab 1907 kommen Edisons Amberol-Zylinder auf den Markt, die eine Spieldauer von 4 Minuten aufweisen. Erste elektrische Aufnahmen entstehen am 21. März 1925. Am 28. Juni 1944 gelingt die erste Stereo-Tonbandaufnahme. Im Juni 1948 kommt die erste LP mit 33/min und einer Spieldauer von 23 Minuten pro Seite auf den Markt. Am 21. Juni 1948 wird die erste Vinyl-Schallplatte vorgestellt. RCA vermarktet am 31. März 1949 die ersten 45/min-Singles (17,8 cm), die zuvor bereits als 78/min erschienen waren. Im November 1957 bringt das kleine Label Audio Fidelity Records mit den Dukes Of Dixieland die erste Stereo-LP heraus, 1958 haben LPs bereits einen Marktanteil von 6 % in den USA. Im selben Jahr erklärt die Deutsche Grammophon das Stereo-Verfahren zur Standardtechnik. Bereits 1960 besaß die LP einen Marktanteil von 25 %.
Die Markteinführung der MusiCassette (MC) durch Philips begann 1965. MCs wiesen akustische Vorteile gegenüber Schallplatten auf, weil häufiges Abspielen nicht so deutlich – akustisch wahrnehmbare – Gebrauchsmängel wie Vinyl hinterließ. Das wurde im Jahre 1982 durch die Einführung der Compact Disc (CD) perfektioniert. Sie bedeutete eine völlige Abkehr von analogen Aufnahme- und Wiedergabeverfahren. Die Einführung von neuartigen Tonträgertechnologien (wie vom Zylinder zur Schallplatte, von Schellack zu Vinyl, von der Single zur LP, von Vinyl zur MC und von der MC zur CD) verhalf den Plattenfirmen jeweils zu Umsatzsteigerungen durch Ersatzbedarfsnachfrage.

## Erste Plattenfirmen

Katalog der United States Gramophone vom 1. November 1894

Am 27. Juni 1887 wurde mit der American Gramophone Co. durch den aus Deutschland ausgewanderten Emil Berliner die erste Plattenfirma weltweit gegründet. Die ersten drei amerikanischen Labels waren danach Edison Amberol (1888), Columbia Records (1888) und Victor Talking Machine Company (1901). Edison hatte im April 1893 alle mit Musik verbundenen Patente in die United States Gramophone Co. eingebracht, die im Jahr danach bereits mit den Vorläufern des Schallplattenkatalogs arbeitete. Am 6. Dezember 1898 gründete Berliner in seiner Geburtsstadt Hannover die erste deutsche Plattenfirma Deutsche Grammophon GmbH. In London entstand 1899 His Master’s Voice. Am 27. Juni 1900 wurde die Deutsche Grammophon GmbH in Deutsche Grammophon AG mit Sitz in Berlin umfirmiert und führte 1901 bereits 5000 Titel im Katalog. Die deutsche Carl Lindström AG wurde 1906 gegründet. Am 8. Mai 1925 entstand die Electrola als Tochter der EMI und Gramophone Co. Ltd. Im Februar 1929 Gründung der englischen Decca Records, 1934 folgte die US-Schwester der Decca.

## Markt

### Branchenabgrenzungen
| Land                   | Umsatz (in Mio. USD) |
| ---------------------- | -------------------- |
| Vereinigte Staaten     | 5.916,1              |
| Japan                  | 2.727,5              |
| Deutschland            | 1.323,1              |
| Vereinigtes Königreich | 1.310,7              |
| Frankreich             | 925,1                |
| Südkorea               | 494,4                |
| Kanada                 | 437,2                |
| Australien             | 412,9                |
| Brasilien              | 295,8                |
| Volksrepublik China    | 292,3                |

Die Frage nach dem Umfang der Schallplatten- oder Tonträgerindustrie wird durch das Statistische Bundesamt beantwortet. Das Amt aggregiert Statistiken auf zwei Ebenen, nämlich „Musikwirtschaft im engeren Sinne“ und „Phonomarkt und ergänzende Zweige“, die addiert die Größe „Musikwirtschaft/Phonomarkt zusammen“ ergeben. Tonträgerindustrie im engeren Sinne ist lediglich die Herstellung, Vervielfältigung und der Vertrieb von Tonträgern. Diese erzielte 2002 in Deutschland mit 715 Unternehmen knapp 1 Milliarde Euro Umsatzerlöse und gehört damit zu den kleinsten Wirtschaftszweigen in Deutschland. Darunter sind dem Bundesverband Musikindustrie zufolge rund 350 Plattenlabels vertreten.
Der weit gefasste Begriff beinhaltet heute die Talentsuche und Herstellung von CDs (Tonträgerunternehmen und ihre Musiklabels, Presswerke und Studios), die Werbung und Promotion (in Fernsehen, Film, Musikvideos, Rundfunk, Printmedien, Internet und Konzerte), den Vertrieb und Verkauf (Einzelhandel, Webshops), die Musikverlage, Urheberrechts- und Verwertungsgesellschaften (BMI oder GEMA) bis hin zu den Interessenverbänden (IFPI).
Die weltweit größten Tonträgermärkte waren 2006 der IFPI zufolge die USA (642,6 Mill. Stück verkaufte Einheiten im Jahre 2006; 36,2 % Weltmarktanteil), Japan (282,2 Mill.; 16,6 %), Großbritannien (191,5 Mill.; 10,2 %) und Deutschland (146,2 Mill.; 6,6 %). Südkorea erreichte in den 2010er Jahren das größte Marktwachstum.

### Struktur
Die Tonträgerindustrie ist weltweit oligopolistisch strukturiert. Es gibt also wenige große Anbieter (die „Major-Labels“) und eine Vielzahl kleinerer Plattenfirmen (die sogenannten „Independent Labels“). Die faktische Marktbeherrschung geht hier von den Major Labels aus, die versuchen müssen, mit ihrem Künstlerrepertoire den größten Teil der Umsätze auf sich zu ziehen. Schwieriger ist es für die großen Labels, selbst stilistische oder Musiktrends zu setzen oder Stars zu entwickeln. Diese Marktstruktur, verbunden mit den hohen Kostenrisiken und dem Versuch der Kostendeckung durch Fixkostendegression, erleichtert den Konzentrationsprozess in der Musikindustrie. Finanziell leichter fällt dabei der Kauf kleinerer Plattenfirmen durch große, aber auch die Major-Labels untereinander haben bereits Fusionen zustande gebracht.

### Konzentrationsprozess
Zur Konzentration gehört auch die Tendenz, dass Plattenfirmen aufgekauft werden oder durch Insolvenz verschwinden, sodass eine immer geringer werdende Anzahl von Labels übrigbleibt. Dabei besitzen die agierenden Firmen zwei Optionen: Durch horizontale (Erwerb oder Fusion mit konkurrierenden Plattenfirmen zur Stabilisierung oder Steigerung des Marktanteils) und vertikale Integration (Erwerb von Unternehmensbereichen, die in einem mehr oder weniger benachbarten Marktsegment operieren, wie Musikverlage). In den 1990er Jahren hatte die Marktbeherrschung durch wenige Firmen trotz beträchtlicher Diversifikation des Angebots einen Höhepunkt erreicht: „Offenbar hat die Plattenindustrie, zumindest zeitweise, den Schlüssel gefunden, mit dem sich Konzentration und Diversität auf dem gleichen Niveau halten lassen.“ Produktionsweisen und Marktmechanismen wurden den veränderten Bedingungen und den Bedürfnissen der Endverbraucher so angepasst, dass sowohl Kapitalkonzentration als auch Marktbeherrschung durch einige wenige Firmen gesichert sind.
Ein erster Konzentrationsprozess fand bereits nach der Weltwirtschaftskrise in den USA im Jahre 1931 statt, als krisenbedingt die Umsätze bis zu 90 % einbrachen. Im Juni 1931 fusionierten aus Existenzgründen die Gramophone Company und die Columbia Graphophone Company zur EMI. Übrig blieben RCA-Victor, Decca, CBS und einige wenige kleinere. Nach dem Zweiten Weltkrieg entstanden dann ab 1945 viele kleine Independent-Labels, die teilweise durch gutes Management große Erfolge erzielen konnten.
Seit 1970 ist eine zunehmende Konzentration auf dem weltweiten Plattenmarkt durch Fusionen von Plattenfirmen zu beobachten. Auf diese Weise können Massendegressionseffekte noch effizienter ausgenutzt werden, die angesichts der immensen Investitionen in Künstlerentwicklung und -promotion und aufwändige Produktionen notwendig sind. Die hohen Fixkostenanteile bei Plattenfirmen zwingen zu diesen Schritten, damit der Break-even schneller erreicht werden kann. Im Jahre 1968 mussten von einer Single in den USA 11.200 Stück und von einer LP 7.800 Exemplare umgesetzt werden, um die Produktions- und Fixkosten einzuspielen; dieses Ziel hatten immerhin 26 % aller Singles und 39 % aller LPs verfehlt. Allerdings sanken auch die Umsatzanforderungen an eine Single, mit deren Hilfe eine Spitzenposition der Charts erreicht werden konnte. Im Jahre 1968 waren dazu in den USA 750.000 Singles erforderlich, 1979 reichten bereits 50.000 Stück aus. Von zehn CD-Veröffentlichungen spielen durchschnittlich acht nicht einmal ihre Produktionskosten ein. In Deutschland können nur etwa 10 % aller CDs kostendeckend verkauft werden. Erst die neunte, spätestens jedoch die zehnte Veröffentlichung muss ein Hit sein. Dieser muss dann die vorangegangenen acht Flops finanzieren, damit die Plattenfirma in die Gewinnzone gelangt. Allerdings genügen bereits 2.000 CDs in Deutschland, um in höhere Ränge der Charts zu gelangen. Der weltweite Tonträgermarkt ist deshalb weiterhin starken Konzentrationstendenzen ausgesetzt, sodass letztlich die Oligopolisierung tendenziell zunimmt.
Ab 1979 zwang die Rezession erneut zu Konzentrationen in der Plattenbranche. CBS – selbst aus einer Fusion hervorgegangen – war in den USA im Jahre 1973 Marktführer, gefolgt von WEA (Fusionsergebnis von Warner Brothers, Elektra und Asylum Records) und RCA-Victor. So machte MGM ab 1968 existenzbedrohende Verluste und wurde 1972 von PolyGram – selbst ein Fusionsergebnis zwischen Phillips und der traditionsreichen Deutschen Grammophon – gekauft. Hinzu kamen Mercury, Polydor und der bedeutende Musikverlag Chappell Music. MCA Records übernahm Decca und Kapp Records. 2002 war Universal weltweiter Marktführer mit einem Anteil von 25,9 %, gefolgt von Sony mit 14,1 %, EMI 12 %, Warner 11,9 % und BMG 11,1 %.
Aus den „Großen sechs“ im Jahre 1989 – EMI, Sony, BMG, PolyGram, WEA und MCA – wurden 1998 durch die Fusion von PolyGram mit Universal Music Group (einstmals MCA) die „Großen fünf“, und als Sony 2004 sich mit BMG zusammenschloss, blieben nur noch vier große Labels übrig, wenngleich noch zwischen 25 % und 28 % Marktanteil bei Independent Labels verblieben ist.
Nachdem sich die EMI Group spätestens seit 2001 in einer strukturellen und später auch konjunkturellen Unternehmenskrise befand, finanzierte die Großbank Citigroup im September 2007 die Unternehmensübernahme durch den Investmentfonds Terra Firma Capital Partners (Inhaber: der Londoner Großinvestor Guy Hands), was sich als Fehlinvestition herausstellte. Durch den Einbruch im CD-Verkauf hatte die EMI im Jahr 2007 einen Verlust vor Steuern von 263,6 Millionen £ zu verzeichnen. Infolge der Konzernübernahme sollten vor allem im Marketingbereich etwa 28 Millionen £ eingespart werden. Die weltweite Zahl von ursprünglich 5500 Mitarbeitern der EMI Group sollte weiter abgebaut werden. Nachdem Terra Firma die Kreditzinsen für die Kaufpreisfinanzierung nicht mehr aufbringen konnte, hatte die Citigroup die EMI-Aktien von Terra Firma im Februar 2011 übernommen. Durch Kreditabschreibungen verlor die Citigroup 2,2 Milliarden £ (ursprünglich £ 3,4 Mrd. Kredite), Terra Firma seinen Eigenkapitalanteil von 1,7 Mrd. £. Die Übernahme von EMI durch Terra Firma stellte sich damit als einer der größten Fehlschläge der Leveraged Buy-outs der Finanzgeschichte heraus. Schließlich erwarb die Universal Music Group das Aktienpaket, was durch die EU-Kommission im September 2012 genehmigt wurde. Infolgedessen wurden die deutschen Teile der EMI-Labels Capitol Records, Blue Note Records und Virgin Schallplatten im Mai 2013 nach Berlin zentralisiert, der Hauptsitz der Electrola GmbH wurde im Mai 2013 nach München verlegt. Das Schlager- und Pop-Label Electrola wurde zu Universal Music Deutschland GmbH nach München verlagert, wo es seit 1. Mai 2013 das Volksmusik-Label Koch Universal Music als Sublabel weiterführt. Nur das Label Rhingtön verbleibt – wegen des ausschließlich kölschen Repertoires wie die Holding EMI Recorded Music GmbH – in Köln. Nach der spektakulären Fusion besteht der Musikmarkt lediglich noch aus drei Major Labels: Universal Music Group, Sony Music Entertainment und Warner Music Group.

### Die drei weltgrößten Major-Labels
Da derartige Konzentrationen bereits großer Konzerne die Gefahr der weiteren Bündelung von Marktmacht in sich bergen, scheiterte die geplante Vergrößerung der Marktmacht oft an Kartellbehörden: so verboten die europäischen Kartellbehörden 2001 die Fusion von EMI mit BMG, die ihren Antrag im Oktober 2000 zurückgezogen hatten. Die „Big Three“ vereinen 71,7 % Weltmarktanteil im Plattengeschäft auf sich und überlassen den Independent-Labels lediglich 28,3 %. Hierin kommen typische Oligopolstrukturen zum Ausdruck.
- Marktführer ist die Universal Music Group, die mit ihren Labels wie Island, Polydor, Verve, Motown und Mercury einen Weltmarktanteil von 25,5 % (2004) hält.[24] Die konzernzugehörige Universal Music Publishing ist seit 2006 führend im Musikverlagswesen. Der Marktführer gehört wiederum zur Vivendi S.A., dem französischen Medien-Konglomerat. Marktanteil in Deutschland (2007): 34,9 %. Die Konzerntochter EMI ging 1931 aus der Fusion der Gramophone Company und Columbia Gramophone Company hervor. 1957 kaufte EMI die US-Capitol Records. Zugehörige Labels sind daneben insbesondere: Electrola, Virgin Records oder Intercord. Der Musikverlag EMI Music Publishing entstand 1972 durch Erwerb von Francis, Day & Hunter Music Publishing und verwaltete bis 2006 den weltweit größten Pop- und Rockkatalog mit rund 1 Million Urheberrechten. Der Weltmarktanteil der EMI Group betrug 13,4 %, in Deutschland 17 %.
- Zur Warner Music Group gehören die Labels Elektra Records und Atlantic Records (1968), Reprise Records und Rhino Records. Warner fusionierte 1987 mit der Time Corp. zu Time Warner, die das Musikgeschäft 2003 an den kanad. Milliardär Bronfman verkaufte. Der Musikverlag Warner-Chappell gehört zum Konzern. Weltmarktanteil: 11,3 %.
- Sony Music Entertainment ist ein Tochterunternehmen der Sony Corporation, die im Jahr 1987 mit der spektakulären Übernahme der größten amerikanischen Plattenfirma Columbia Records in das Musikgeschäft eingestiegen war. Im Jahr 1994 hatte Sony Music Entertainment einen Weltmarktanteil von ca. 18 % und einen Jahresumsatz von ca. 5 Mrd. US$. Im August 2004 schlossen sich Sony Music Entertainment und BMG Entertainment zu einem Joint Venture zusammen. Der Weltmarktanteil von Sony BMG stieg auf ca. 21,5 % (Deutschland: 28,7 %). Vier Jahre später stieg BMG aus dem Kerngeschäft der Tonträgerherstellung aus und überließ Sony Music Entertainment die Anteile von BMG. Sony Music Entertainment umfasst u. a. die Labels Arista Records, Columbia, Epic Records, J Records und RCA Records. In den Konzern integriert ist seit 1995 auch Michael Jacksons Musikverlag ATV Music Publishing.

Die Major-Labels sind Teile von in mehreren Sparten segmentierten Medien-Konzernen und können dadurch auch Synergien ihrer Konzerne nutzen (etwa die Titelrepertoires konzernzugehöriger Musikverlage).

### Umsatzentwicklung
Die umsatzstärksten Länder im weltweiten Tonträgermarkt sind heute Japan, die USA und Deutschland.
Zwischen 1889 und 1896 wurden in den USA jährlich 2 Millionen Platten produziert. 1927 waren es 104 Millionen Platten, 1938 insgesamt 33 Millionen (davon 75 % RCA und Decca), alleine RCA veröffentlichte 1941 fast 127 Millionen Platten. Der Rock & Roll brachte 1955 in den USA einen Umsatzsprung auf 252 Millionen Platten. Im Jahre 1921 wurde in den USA erstmals die Umsatzmarke von 100 Millionen US-Dollar überschritten, großes Wachstum mit 26 % Steigerung auf 277 Mill. US-Dollar wurde 1955 erreicht, im Jahre 1967 wurde mit 1,173 Mrd. US-Dollar erstmals die Milliarden-Grenze überschritten. Nach Markteinführung der CD im Jahre 1983 gab es stetige, teilweise kräftige Umsatzzuwächse, die bis 1996 anhielten. Dann jedoch war die Ersatzanschaffung Vinyl/CD abgeschlossen.

### Tonträgermarkt in Deutschland
Erst im Jahre 1919 wurde in Deutschland die Schwelle von 1 Million produzierter Platten überschritten, während bereits in den USA im Jahre 1919 insgesamt 2,23 Millionen Platten vermarktet worden waren. Im Jahre 1924 produzierte die Deutsche Grammophon 2,1 Millionen Platten, 1928 bereits 5,5 Millionen, 1929 mit einer Tagesproduktion von 83.000 Platten wurden 10 Millionen umgesetzt. Bereits nach Gründung der Electrola 1926 steigerte sich die Produktion in ganz Deutschland auf 20 Millionen Schallplatten, 1927 waren es 25 Millionen, 1928 gar 30 Millionen. Von 1925 bis 1929 werden in Deutschland 1,5 Millionen Grammophone gekauft. Die Weltwirtschaftskrise erfasste die deutsche Tonträgerindustrie mit einiger Zeitverzögerung. Im Krisenjahr 1929 wurden nochmals 30 Millionen Schallplatten abgesetzt, 1931 nur noch 18 Millionen. 1933 wurden lediglich 8 Millionen verkauft, Tiefpunkt war 1935 mit 5 Millionen Tonträgern. Ab 1936 konsolidierte sich auch der Plattenmarkt wieder und verzeichnete eine Steigerung auf 7 Millionen, 1937 kamen wieder 10 Millionen auf den Markt, 1938 wurden 12 Millionen umgesetzt, und 1939 waren es 14 Millionen. Die deutsche Trennung machte sich auch bei Plattenumsätzen bemerkbar, denn 1949 wurden in Westdeutschland lediglich 4 Millionen Platten umgesetzt, 1951 bereits wieder 11,7 Millionen.
Erst 1952 erreichte der konjunkturelle Aufschwung auch das deutsche Schallplatten-Geschäft, und zwar mit beträchtlichen Zuwachsraten. Seit 1952 haben die deutschen Schallplattenfirmen ihre Produktion mehr als verdoppelt. 1954 wurden etwa 25 Millionen Schallplatten gepresst, 1955 waren es 31 Millionen, 1956 Anstieg auf 36,5 Millionen (davon 90 % Tanz/Unterhaltungsmusik), 1957 bereits 57 Millionen Stück. Dabei ist der Anteil der Unterhaltungsmusik – einem weltweiten Trend folgend – kontinuierlich gestiegen.
Einen Umsatzsprung brachten die Beatles und andere britische Beatbands ab dem Jahre 1964. Wurden in Westdeutschland 1962 noch 40,1 Millionen Schallplatten vermarktet, waren es 1963 bereits 43,2 Millionen. Im Jahre 1964 folgte dann eine Steigerung um 10,2 % auf 47,6 Millionen. Die kontinuierlichen Steigerungsraten brachten Deutschland weltweit auf Rang drei der Liste der größten Plattenumsätze. Japan verdrängte Deutschland dann 1979 vom dritten Weltmarktplatz. Das ist bis heute so geblieben.
Im März 2010 meldete der Bundesverband Musikindustrie e. V. (BVMI), dass die deutsche Musikindustrie gut durch das Krisenjahr 2009 gekommen sei und sich weiter auf Konsolidierungskurs befinde. Stützen des Musikmarktes waren die stabilen CD-Verkäufe, das anhaltend hohe Wachstum bei Musikdownloads und die an Bedeutung gewinnenden neuen Erlösquellen. Inklusive der erstmals in der Gesamtstatistik erfassten Einnahmen aus Leistungsschutzrechten sowie den neuen Erlösquellen wie Merchandising, Künstlermanagement und Lizenzeinnahmen erzielte die Musikindustrie im Jahr 2009 einen Gesamtumsatz von 1,803 Milliarden Euro (2008: 1,842 Mrd.), was einem leichten Rückgang um 2,1 Prozent entspricht. Etwas stärker (−3,3 Prozent) gingen die reinen Musikverkäufe zurück. Sie sanken von 1,582 Milliarden Euro im Jahr 2008 auf 1,530 Milliarden Euro im Jahr 2009.

## Krisen
Erstmals nach dem Zweiten Weltkrieg endete die kontinuierliche Wachstumsphase der deutschen Plattenindustrie im Jahre 1979, als der Umsatz um elf Prozent sank; das war für die damalige Zeit ein dramatischer Absturz. Durch die Einführung der CD im Jahre 1983 begann eine kräftige Erholung, da die erneute Vermarktung des bereits bei Käufern vorhandenen Repertoires in digitaler Form enorme Umsatzsteigerungen ermöglichte. Erstmals wurden 1988 mehr CDs als Schallplatten gekauft.
Als Auslöser der weltweit ab 1997 beginnenden Krise der Tonträgerindustrie gelten insbesondere die unautorisierten Musikdownloads aus dem sich etablierenden Internet, die auf CD-Rohlinge gebrannt und so auch illegal vertrieben werden können. Die Zahl der Rohlinge ist seit 1999 in Deutschland von 58 Millionen auf 303 Millionen (2004) gestiegen, während im gleichen Zeitraum die Zahl bespielter Original-CDs von 210 Millionen auf 146 Millionen zurückging. Die Schere lag im Jahre 2001, als CD-Rohlinge (182 Millionen) und bespielte CDs (185 Millionen) in etwa gleichauf lagen; ein Indiz für die zunehmende Krise der Plattenindustrie weltweit. Seit 2003 liegt die Zahl abgesetzter CD-Alben in Deutschland relativ stabil zwischen nur noch 145 und 150 Millionen Einheiten. Im Jahr 2009 wurden 147 Millionen Musik-CDs verkauft.

## Neue Absatzmöglichkeiten
Die Musikindustrie sucht immer wieder nach Wegen, um krisenhaften Entwicklungen entgegenzuwirken. Dabei ging es zunächst darum, den einzelnen Künstlern entsprechende Einnahmen zu sichern. Einerseits gelang es, die Rechte der Urheber, Interpreten und Musikverlage zu stärken sowie – neuerer Zeit – für eine konsequentere Verfolgung der unautorisierten Musikdownloads zu sorgen. Andererseits konzentriert sie sich verstärkt auf diesen neuen Vertriebsweg – der kostenpflichtigen Musikdownloads.
Mit dem Internet und insbesondere dem digitalen Audiocodec mp3 entstand im Jahre 1992 erstmals die Trennung von Musikaufnahmen und physischem Tonträger, die eine Verbreitung digitaler Musikaufnahmen erleichterte. Im Bereich der nichtphysischen Tonträger verzeichnet die Musikbranche eine Zunahme der digitalen Musikdownloads von Online-Angeboten seit 2003; alleine im Jahre 2008 nahmen legale Musikdownloads um 34 % gegenüber dem Vorjahr zu. Neue Einnahmequellen sollen darüber hinaus das Merchandising, Künstlermanagement sowie Einnahmen aus Konzerten und Ticketing werden, um einseitige Erlösabhängigkeiten zu vermindern. Auch Lizenz- und Werbeerlöse gewinnen für die Unternehmen der Musikindustrie zunehmend an Bedeutung.
Eine weitere Kompensation fallender Erträge aus dem Verkauf von Tonträgern findet durch die so genannten „360-Grad-Verträge“ statt, mit denen sich die Tonträgerindustrie an allen weiteren Einnahmen ihrer Künstler (inklusive Live-Einnahmen) beteiligen lässt. So soll z. B. Sony Music seit dem Jahr 2008 nur noch solche Rundum-Verträge mit neuen Künstlern abgeschlossen haben.
In jüngerer Zeit sind auch alternative Plattformmodelle entstanden, bei denen Musikschaffende den Preis pro Stream selbst festlegen können. Solche Angebote verstehen sich als Gegenmodell zu algorithmusbasierten Abo-Diensten und zielen auf eine höhere Transparenz und Selbstbestimmung in der digitalen Wertschöpfungskette.